# Premiul Panglica Albastră pentru cel mai bun film străin
Premiul Panglica Albastră (ブルーリボン賞, Burū Ribon Shō) pentru cel mai bun film străin este acordat din 1951 în Japonia pentru cel mai bun film străin. Premiul este acordat de Asociația Jurnaliștilor de Film din Tokyo (東京映画記者会, Tōkyō Eiga Kishakai).

## Lista câștigătorilor
| No. | An   | Film                                                   | Regizor(i)                             |
| --- | ---- | ------------------------------------------------------ | -------------------------------------- |
| 1   | 1950 | N/A                                                    | N/A                                    |
| 2   | 1951 | Bulevardul amurgului                                   | Billy Wilder                           |
| 3   | 1952 | Domnul Verdoux                                         | Charles Chaplin                        |
| 4   | 1953 | Jocuri interzise                                       | René Clément                           |
| 5   | 1954 | Salariul groazei                                       | Henri-Georges Clouzot                  |
| 6   | 1955 | La est de Eden                                         | Elia Kazan                             |
| 7   | 1956 | Gervaise                                               | René Clément                           |
| 8   | 1957 | La Strada                                              | Federico Fellini                       |
| 9   | 1958 | Bătrânul și marea                                      | John Sturges Henry King Fred Zinnemann |
| 10  | 1959 | 12 oameni furioși                                      | Sidney Lumet                           |
| 11  | 1960 | Ultimul țărm                                           | Stanley Kramer                         |
| 12  | 1961 | Ciociara                                               | Vittorio De Sica                       |
| 13  | 1962 | Fructele mâniei                                        | John Ford                              |
| 14  | 1963 | Les dimanches de Ville d'Avray                         | Serge Bourguignon                      |
| 15  | 1964 | Crinii câmpului                                        | Ralph Nelson                           |
| 16  | 1965 | Mary Poppins                                           | Robert Stevenson                       |
| 17  | 1966 | Un bărbat și o femeie                                  | Claude Lelouch                         |
| 18  | 1975 | Lenny                                                  | Bob Fosse                              |
| 19  | 1976 | Șoferul de taxi                                        | Martin Scorsese                        |
| 20  | 1977 | Rocky                                                  | John G. Avildsen                       |
| 21  | 1978 | Violență și pasiune (Gruppo di famiglia in un interno) | Luchino Visconti                       |
| 22  | 1979 | Vânătorul de cerbi                                     | Michael Cimino                         |
| 23  | 1980 | Kramer contra Kramer                                   | Robert Benton                          |
| 24  | 1981 | Toba de tinichea                                       | Volker Schlöndorff                     |
| 25  | 1982 | E.T. Extraterestrul                                    | Steven Spielberg                       |
| 26  | 1983 | Strălucirea dansului                                   | Adrian Lyne                            |
| 27  | 1984 | Cursa spațială                                         | Philip Kaufman                         |
| 28  | 1985 | Martorul                                               | Peter Weir                             |
| 29  | 1986 | Culoarea purpurie                                      | Steven Spielberg                       |
| 30  | 1987 | Incoruptibilii                                         | Brian De Palma                         |
| 31  | 1988 | Cerul deasupra Berlinului                              | Wim Wenders                            |
| 32  | 1989 | Greu de ucis                                           | John McTiernan                         |
| 33  | 1990 | Terenul de baseball                                    | Phil Alden Robinson                    |
| 34  | 1991 | The Silence of the Lambs                               | Jonathan Demme                         |
| 35  | 1992 | JFK                                                    | Oliver Stone                           |
| 36  | 1993 | Jurassic Park                                          | Steven Spielberg                       |
| 37  | 1994 | Pulp Fiction                                           | Quentin Tarantino                      |
| 38  | 1995 | Podurile din Madison County                            | Clint Eastwood                         |
| 39  | 1996 | Se7en                                                  | David Fincher                          |
| 40  | 1997 | Titanic                                                | James Cameron                          |
| 41  | 1998 | L.A. Confidențial                                      | Curtis Hanson                          |
| 42  | 1999 | Viața e frumoasă                                       | Roberto Benigni                        |
| 43  | 2000 | Dansând cu noaptea                                     | Lars von Trier                         |
| 44  | 2001 | Gongdong gyeongbi guyeok JSA                           | Park Chan-wook                         |
| 45  | 2002 | Fotbal Shaolin                                         | Stephen Chow                           |
| 46  | 2003 | Afaceri infernale                                      | Andrew Lau Alan Mak                    |
| 47  | 2004 | Misterele fluviului                                    | Clint Eastwood                         |
| 48  | 2005 | O fată de milioane                                     | Clint Eastwood                         |
| 49  | 2006 | Steaguri pline de glorie                               | Clint Eastwood                         |
| 50  | 2007 | Dreamgirls                                             | Bill Condon                            |
| 51  | 2008 | Cavalerul negru                                        | Christopher Nolan                      |
| 52  | 2009 | Gran Torino                                            | Clint Eastwood                         |
| 53  | 2010 | District 9                                             | Neill Blomkamp                         |
| 54  | 2011 | Lebăda neagră                                          | Darren Aronofsky                       |
| 55  | 2012 | Mizerabilii                                            | Tom Hooper                             |
| 56  | 2013 | Misiune în spațiu                                      | Alfonso Cuarón                         |
| 57  | 2014 | Băieții din Jersey                                     | Clint Eastwood                         |
| 58  | 2015 | Mad Max: Drumul furiei                                 | George Miller                          |
| 59  | 2016 | Rogue One: O poveste Star Wars                         | Gareth Edwards                         |
| 60  | 2017 | Figuri ascunse                                         | Theodore Melfi                         |
| 61  | 2018 | Bohemian Rhapsody                                      | Bryan Singer                           |
| 62  | 2019 | Joker                                                  | Todd Phillips                          |